# Ceremony (canção)
Ceremony é uma canção escrita pelo Joy Division e lançada comercialmente pela primeira vez como single de estreia do New Order em 1981..
Esta canção, assim como a canção do labo-B do single, "In a Lonley Place", foi escrita ainda nos tempos do Joy Division, antes do suicídio do vocalista Ian Curtis, em Maio de 1980.

## História

### Joy Division
"Ceremony" foi uma das últimas músicas do Joy Division a ser composta, com letras escritas por Ian Curtis. Existem três versões gravadas pela banda em sua curta existência. A primeira é uma versão ao vivo, disponível no álbum Still, a partir de seu último show no High Hall da Universidade de Birmingham, em 2 de maio de 1980. A segunda, disponível no box set Heart and Soul, é de uma sessão de estúdio datada de 14 de maio de 1980, quatro dias antes do suicídio de Curtis, sendo esta a última gravação da banda antes de seu término.

### New Order
Com o New Order, este single teve dois lançamentos: um em Março de 1981, apenas com os três membros remanescentes, e o outro em Setembro, já contando com a nova integrante, Gillian Gilbert, na guitarra.

## Faixas
Primeiro lançamento (Março de 1981)
1. "Ceremony" – 4:34
2. "In a Lonely Place" – 4:35

Segundo lançamento (Setembro de 1981)
1. "Ceremony" – 4:22
2. "In a Lonely Place" – 6:12